# Apophua badia
Apophua badia là một loài tò vò trong họ Ichneumonidae.